# Willie Ofahengaue
Pas d'image ? Cliquez ici

a Compétitions nationales et continentales officielles uniquement.

b Matchs officiels uniquement.
Dernière mise à jour le 25 février 2016.
Viliame Ofahengaue (surnommé Willie), né le 3 mai 1968 à Kolofoou, est un joueur de rugby à XV, tongien d’origine, qui compte 41 sélections avec l'équipe d'Australie entre 1990 et 1998. Troisième ligne aile ou troisième ligne centre, il remporte avec les Wallabies la coupe du monde lors de l'édition de 1991.

## Palmarès
Willie Ofahengaue compte 41 capes avec l'équipe d'Australie, dont 29 en tant que titulaire, entre le 21 juillet 1990 contre l'équipe de Nouvelle-Zélande et le 21 novembre 1998 contre l'équipe de France. Il inscrit 51 points, onze essais,
Il participe à deux éditions de la coupe du monde, remportant le titre de champion du monde lors de l'édition de 1991 où il joue cinq rencontres, face à l'Argentine, le pays de Galles, l'Irlande, la Nouvelle-Zélande et l'Angleterre en finale. Quatre ans plus tard, il participe aux rencontres face à l'Afrique du Sud, le Canada et l'Angleterre.
Il participe à une édition du Tri-nations, en 1998, où il joue quatre rencontres.